# Tỏi tây
Tỏi tây (tên thứ: Allium ampeloprasum var. porrum, tên nhóm giống gieo trồng: Allium ampeloprasum Leek Group hoặc Porrum Group), còn gọi là hành boa rô, hành ba rô (bắt nguồn từ từ tiếng Pháp poireau /pwaʁo/), là một loại rau, cùng với hành, tỏi và kiệu, thuộc về Họ Hành (Alliaceae). Đây là một loại cây thân thảo lá dẹp. Lá và củ dùng làm thức ăn. Tỏi tây được trồng bằng củ.
Các bằng chứng khảo cổ được tìm thấy ở các lăng mộ Ai Cập và các bức vẽ xưa cho thấy tỏi tây đã được dân Ai Cập cổ đại sử dụng làm thức ăn từ thiên niên kỷ thứ hai trước Công nguyên. Tỏi tây là một trong những huy hiệu quốc gia của xứ Wales và người dân ở đây đội nó lên vào Ngày Thánh David.

## Hình ảnh

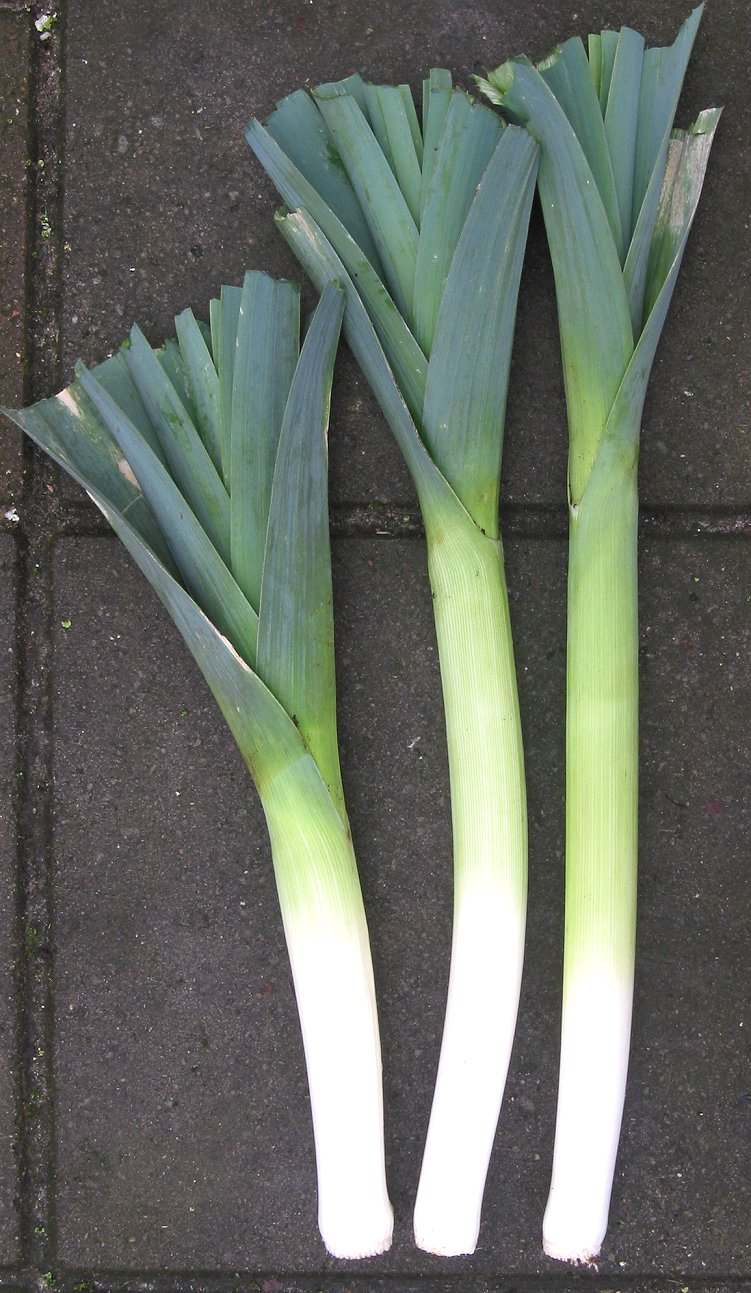
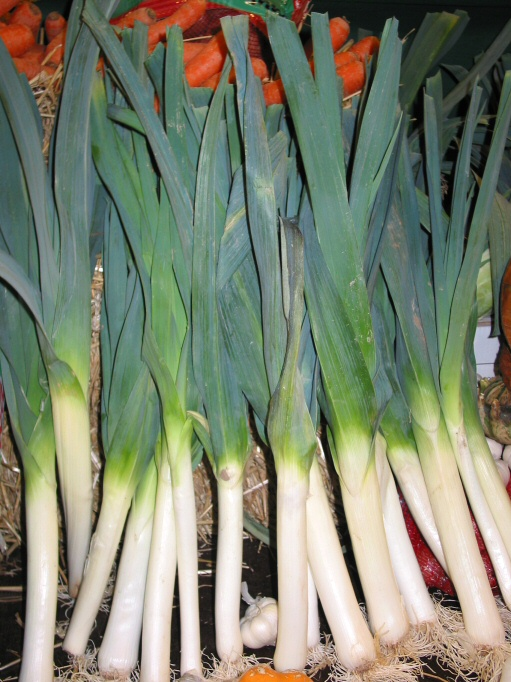
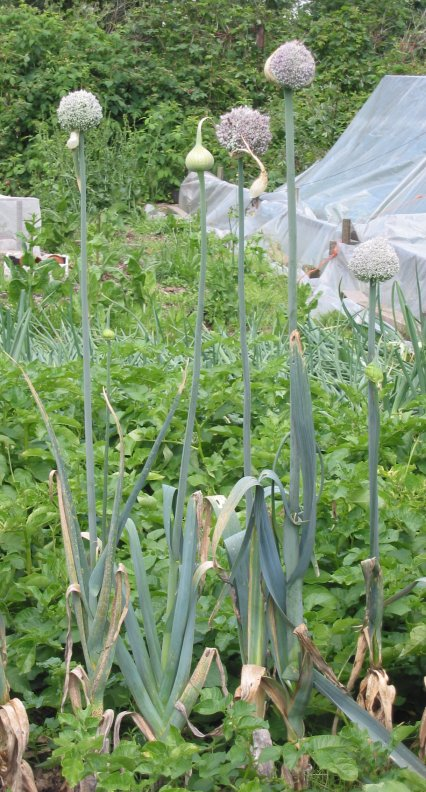
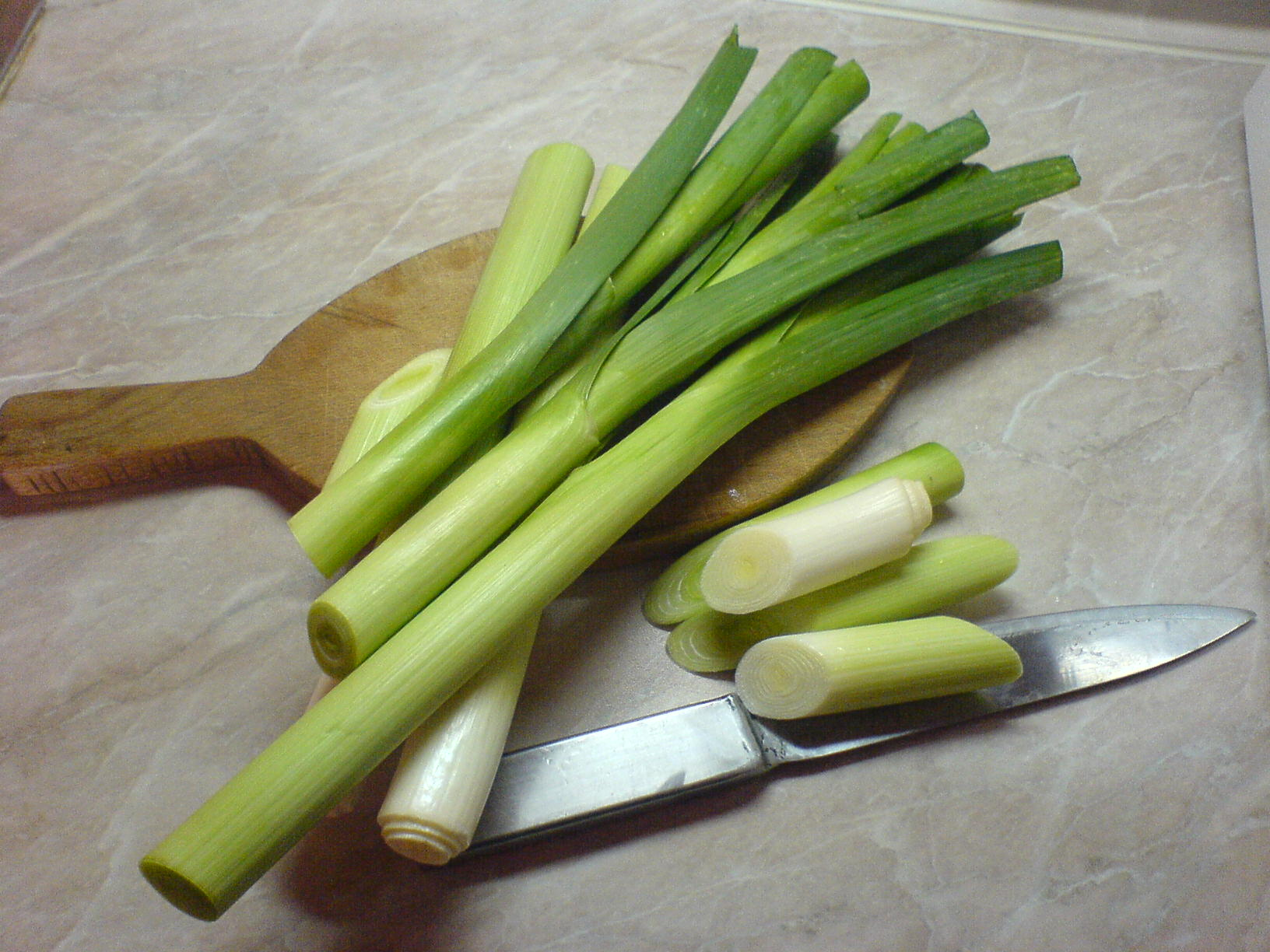